# Listrognathus victoriensis
Listrognathus victoriensis är en stekelart som först beskrevs av Alan John Harrington 1894.  Listrognathus victoriensis ingår i släktet Listrognathus och familjen brokparasitsteklar. Inga underarter finns listade i Catalogue of Life.